# Sabueso Español
Der Sabueso Español (Spanischer Laufhund) ist eine von der FCI anerkannte spanische Hunderasse (FCI-Gruppe 6, Sektion 1.2, Standard Nr. 204).

## Herkunft und Geschichtliches
Ein Hund dieses Typs hat bereits im Mittelalter existiert, beschrieben wurde er von König Alphonso XI im 14. Jahrhundert, auch andere Autoren erwähnten ihn. Durch die Isolation auf der iberischen Halbinsel hat sich die Rasse rein gehalten. Ursprünglich existierten zwei Größen, doch der kleinere Sabueso Lebrere gilt als ausgestorben.

## Beschreibung
Mit bis zu 57 cm ein mittelgroßer Hund, weiß mit orange, jede der Farben kann vorherrschen im dichten, kurzen Fell, das fein strukturiert ist und eng anliegt. Die Ohren sind groß, lang, herabfallend. Mit weicher Textur, rechteckiger Form und abgerundeter Spitze.

## Verwendung
Jagdhund, aber auch im Polizeidienst als Fährtenhund. In der Handhabung ist er nicht ganz unproblematisch, er entwickelt gelegentlich Schutzverhalten, was in Spanien zu seinem Einsatz als Wachhund führte.